# Nosar Tawar Jaya
Nosar Tawar Jaya is een bestuurslaag in het regentschap Bener Meriah van de provincie Atjeh, Indonesië. Nosar Tawar Jaya telt 194 inwoners (volkstelling 2010).